# Martinho Martinácio
Martinho Martinácio (em grego medieval: Μαρτῖνος Μαρτινάκιος) foi um nobre bizantino do século IX. Nasceu em 839 na capital e era filho de Inger e irmão de Constantino e talvez Eudócia Ingerina. Era o tio da futura imperatriz Teófana (r. 865–866), primeira esposa de Leão VI, o Sábio (r. 886–912). Nas fontes diz-se que serviu como atriclino. Parece que fundou um mosteiro na capital em 866/67 (mas também pensa-se que poderia ter sido um indivíduo chamado Martinácio, que se supõe talvez ser identificado com seu pai Inger) e era o autor anônimo da Vida de Teófano (em latim: Vita Theophanus), a hagiografia de sua sobrinha Teófano; alegadamente ala apareceu em sonho para ele para encorajá-lo a juntar-se aos seus devotos e após fazer-lhe alguns milagres, Martinho escreveu sua vida.